# Fele Martínez
Fele Martínez, all'anagrafe Rafael Martínez (Alicante, 22 febbraio 1975), è un attore spagnolo, noto per aver interpretato il ruolo di Alfredo Samaniego nella serie Grand Hotel - Intrighi e passioni (Gran Hotel).

## Biografia
Fele Martínez è nato il 22 febbraio 1975 ad Alicante, in Spagna; fin da piccolo ha mostrato un'inclinazione per la recitazione. Formatosi presso la scuola superiore d'Arte drammatica di Madrid, cominciò fin da giovane a recitare e dirigere a teatro. In particolare fece parte della compagnia Sexpeare Teatro della stessa capitale spagnola. La sua prima chance la ottenne grazie ad Alejandro Amenábar, che gli propose un ruolo nella sua opera magna Tesis. Per questa parte ottenne un premio Goya per il migliore attore (correva l'anno 1996).
Altri film degli di nota sono Apri gli occhi (sempre Alejandro Amenábar, 1997), Los amantes del círculo polar (Julio Medem, 1998), El arte de morir (Álvaro Fernández Armero, 1999), Capitani d'aprile (Maria de Medeiros, 1999), Tuno negro (Pedro L. Barbero, 2000), e La mala educación (Pedro Almodóvar, 2004). Ha inoltre partecipato a diversi film indipendenti, inclusi il cortometraggio Pasaia (1996), per il quale vinse il premio di Miglior attore all'Elche Film Festival, e i film Amigos (1997), La cartera (2000) ed El castigo del ángel (2002, che ha anche diretto). Dal 2011 al 2013 è stato scelto per interpretare il ruolo di Alfredo Samaniego nella serie Grand Hotel - Intrighi e passioni (Gran Hotel).

## Filmografia

### Cinema
- Tesis, regia di Alejandro Amenábar (1996)
- Apri gli occhi (Abre los ojos), regia di Alejandro Amenábar (1997)
- El tiempo de la felicidad, regia di Manuel Iborra (1997)
- Insomnio, regia di Chus Gutiérrez (1998)
- Gli amanti del circolo polare (Los amantes del Círculo Polar), regia di Julio Medem (1998)
- Lágrimas negras, regia di Ricardo Franco e Fernando Bauluz (1998)
- Tú qué harías por amor, regia di Carlos Saura Medrano (1999)
- El arte de morir, regia di Álvaro Fernández Armero (1999)
- Capitani d'aprile (Capitanes de abril), regia di María de Medeiros (2000)
- Tuno negro, regia di Pedro L. Barbero e Vicente J. Martín (2000)
- Tinta roja, regia di Francisco J. Lombardi (2000)
- Hemingway, the hunter of death, regia di Sergio Dow (2001)
- Noche de reyes, regia di Miguel Bardem (2001)
- Darkness, regia di Jaume Balagueró (2002)
- Parla con lei (Hable con ella), regia di Pedro Almodóvar (2002)
- Utopía, regia di María Ripoll (2003)
- Dos tipos duros, regia di Juan Martínez Moreno (2003)
- La mala educación, regia di Pedro Almodóvar (2004)
- Tu la llevas, regia di Rulo Pardo (2004)
- El síndrome de Svensson, regia di Kepa Sojo (2006)
- El asesino del parking, regia di Isidro Ortiz (2006)
- Bolboreta Mariposa Papallona, regia di Pablo García Pérez de Lara (2006)
- A un metro de ti, regia di Daniel Henríquez (2007)
- 14, Fabian Road, regia di (2008)
- Carmo, regia di Murilo Pasta (2008)
- El Kaserón, regia di Pau Martínez (2008)
- Dime que yo, regia di Mateo Gil (2008)
- Los Minutos del Silencio, regia di Rafael Robles Gutiérrez (2009)
- Esperando septiembre, regia di Tina Olivares (2010)
- Miami Blue, regia di Miguel Ángel Calvo Buttini (2010)
- Tension sexual no resuelta, regia di Miguel Ángel Lamata (2010)
- Desechos, regia di David Marqués (2010)
- Marta dibuja puentes, regia di Rafael Deltell (2010)
- Don Mendo Rock ¿La venganza?, regia di José Luis García Sánchez (2010)
- Sal, regia di Diego Rougier (2012)
- La estrella, regia di Alberto Aranda (2013)
- La pantalla herida, regia di Luis María Ferrández (2014)
- Vampyres, regia di Víctor Matellano (2015)
- Nuestros amantes, regia di Miguel Ángel Lamata (2016)
- La notte che mia madre ammazzò mio padre (La noche que mi madre mató a mi padre), regia di Inés París (2016)
- El club de los buenos infieles, regia di Lluís Segura (2017)
- Reevolution, regia di David Sousa Moreau (2017)
- Perdiendo el este, regia di Paco Caballero (2019)
- Bajo terapia, regia di Gerardo Herrero (2022)
- Erase una vez en el Caribe, regia di Ray Figueroa (2022)

### Televisione
- El asesino del parking – film TV (2006)
- Fisica o chimica (Física o química) – serie TV, 5 episodi (2008)
- Plutón BRB Nero – serie TV, 1 episodio (2008)
- Los minutos del silencio – film TV (2009)
- Grand Hotel - Intrighi e passioni (Gran Hotel) – serie TV, 39 episodi (2011-2013)
- Prófugos – serie TV, 6 episodi (2011-2013)
- Rabia – serie TV, 8 episodi (2015)
- Carlos, Rey Emperador – serie TV, 4 episodi (2016)
- Buscando el norte – serie TV, 8 episodi (2016)
- Estoy vivo – serie TV (2017-2021)
- BByC: Bodas, bautizos y comuniones – serie TV, 1 episodio (2018)
- Pequeñas coincidencias – serie TV, 1 episodio (2018)
- Diarios de la cuarentena – serie TV, 8 episodi (2020)
- La unidad – serie TV (dal 2020)
- Machos alfa – serie TV, 10 episodi (2022)
- Amore e vendetta - Zorro (Zorro) - serie TV, (2024)

### Cortometraggi
- Pasaia, regia di Mikel Aguirresarobe (1996)
- Amigos, regia di M. Martínez Marcos (1997)
- 7 y 1/2, regia di P. Bürman (1998)
- Talk Show (2000)
- La cartera, regia di Miguel Martí (2000)
- Made in China (2001)
- El castigo del ángel, regia di Fele Martínez (2002)
- El pintor, regia di Naikari Díaz (2002)
- Cuando puedas, regia di Kepa Sojo (2004)
- Diente por ojo, regia di Eivind Holmboe (2007)
- Comeparedes, regia di Nuria de la Torre (2009)
- Slides, regia di David Ilundain, Eugenia Poseck, Luis Arribas, Paul Severn, César Urrutia, Javier San Román e Jesús Liedo (2011)
- Blink, regia di Diego Latorre (2013)
- La vuelta a la tortilla, regia di Paco León (2013)
- Inquilinos, regia di Jaume Balagueró (2014)
- La huida, regia di Julio Montejo e Manuel Montejo (2015)
- Ainhoa, regia di Iván Sáinz-Pardo (2016)
- Visión de futuro, regia di Borja Echeverría (2016)
- Tu día de suerte, regia di Fele Martínez (2019)
- Imposible decirte adiós, regia di Yolanda Centeno (2021)
- Cuentas divinas, regia di Eulàlia Ramon (2022)

## Teatro
- SoloMillo, una historia poco hecha (2007)
- Flor de Otoño (una historia del Barrio Chino) (2005)
- Sueños de un seductor (2004)
- Amigos hasta la muerte (2011)
- Continuidad de los parques (2014)
- Bajo terapia (2015-2017)
- Todas las mujeres (2018 - 2019)
- Anfitrión di Molière (2020-2021)

## Programmi televisivi
- Me resbala (Antena 3, 2017)
- El gran reto musical (La 1, 2017)

## Doppiatori italiani
Nelle versioni in italiano dei suoi film e delle sue serie TV, Fele Martínez è stato doppiato da:
- Roberto Gammino[7] in Grand Hotel - Intrighi e passioni[8]
- Nanni Baldini[9] in Gli amanti del circolo polare[10]
- Marco Vivio[11] in Capitani d'aprile[12]
- Massimiliano Manfredi[13] in Darkness[14]
- Adriano Giannini[15] in La mala educación[16]

## Riconoscimenti
- European Film Awards
  - 2004: Candidato come Miglior attore per La mala educación

- Festival Alfás del Pí
  - 2004: Vincitore del Premio Faro di Plata

- Festival Cinema Jove de Valencia
  - 1998: Vincitore del Premio Luna di Valencia

- Festival de cine de Alicante
  - 2011: Vincitore del Premio Speciale Città di Alicante

- Festival de Elche
  - 1997: Vincitore come Miglior attore per Pasaia

- Fort Lauderdale International Film Festival
  - 2004: Vincitore come Miglior attore per La mala educación

- International Film Awards Berlin
  - 2013: Candidato come Miglior attore per Sal

- Los Ángeles Movie Awards
  - 2012: Vincitore come Miglior attore per Sal[17]

- Medina Film Festival
  - 2019: Vincitore come Miglior attore per Tu día de suerte

- Milano International Film Festival Awards
  - 2012: Candidato come Miglior attore per Sal

- Premio ACE
  - 2005: Candidato come Miglior attore per La mala educación

- Premio Goya
  - 1997: Vincitore come Miglior attore rivelazione per Tesis

- Zapping Awards
  - 2013: Candidato come Miglior attore per Grand Hotel - Intrighi e passioni (Gran Hotel)